# پاسکال وولاچ
پاسکال وولاچ (به انگلیسی: Pascal Wollach) (زادهٔ ۱۶ اکتبر ۱۹۸۷) شناگر اهل کانادا است.